# История на израелско-палестинския конфликт
Историята на израелско-палестинския конфликт датира от края на XIX век, когато ционистите се опитват да създадат място за еврейския народ в Палестина, контролирана от османците. Декларацията на Балфур от 1917 г., издадена от британското правителство, одобрява тази идея, което довежда до приток на еврейски имигранти в региона. След Втората световна война и Холокоста се увеличава международният натиск за създаването на национален дом за еврейския народ в Палестина, което довежда до създаването на Израел през 1948 г.
Установяването на Израел и войната в Палестина през 1948 г., водят до разселването на стотици хиляди палестинци, които стават бежанци и предизвикват продължилия десетилетия конфликт между Израел и палестинския народ. Палестинците се стремят да създадат своя независима държава поне в част от историческа Палестина. Израелската защита на собствените си граници, контролът върху Западния бряг, египетско-израелската блокада на ивицата Газа и палестинската вътрешна политика понастоящем правят тази цел недостижима.
През годините са проведени многобройни мирни преговори, но трайно мирно споразумение все още не е постигнато. Съединените щати и други страни играят ключова роля в опитите за постигане на мир.

## Предистория

### По време на Втората световна война
По време на арабското въстание в Палестина през 1936 – 39 г. се установяват връзки между арабското ръководство в Палестина и нацисткото движение в Германия. Тези връзки водят до сътрудничество между палестинското национално движение и силите на Оста по-късно по време на Втората световна война. През май 1941 г. Амин ал-Хусейни издава фетва за религиозна война срещу Великобритания. През 1941 г. по време на среща с Адолф Хитлер Амин ал-Хусейни иска от Германия да се противопостави, като част от арабската борба за независимост, на създаването на еврейски национален дом в Палестина. Той получава обещание от Хитлер, че Германия ще ликвидира евреите в Палестина, след като германците постигнат победа във войната. По време на войната Амин ал-Хусейни се присъединява към нацистите, като служи във 13-а СС планинска дивизия Ханджар в Югославия. Освен това по време на войната в района на Палестина е проведена съвместна палестинско-нацистка военна операция. Така отношенията между палестинското ръководство и британците се влошават, като последните се обръщат за сътрудничество към Йешув по време на периода, известен като „200 дни в страх.“
|  | Тази страница частично или изцяло представлява превод на страницата History of the Israeli–Palestinian conflict в Уикипедия на английски. Оригиналният текст, както и този превод, са защитени от Лиценза „Криейтив Комънс – Признание – Споделяне на споделеното“, а за съдържание, създадено преди юни 2009 година – от Лиценза за свободна документация на ГНУ. Прегледайте историята на редакциите на оригиналната страница, както и на преводната страница, за да видите списъка на съавторите. ВАЖНО: Този шаблон се отнася единствено до авторските права върху съдържанието на статията. Добавянето му не отменя изискването да се посочват конкретни източници на твърденията, които да бъдат благонадеждни. |